# Katal
katal (symbol: kat) er SI-enheden for katalytisk aktivitet. 1 kat er pr. definition lig 1 mol/s.